# 이미숙
이미숙(1960년 4월 2일 ~ )은 대한민국의 배우이다.

## 학력
- 서울삼광국민학교 (졸업) (73년)
- 신광여자중학교   (졸업) (76년)
- 신광여자고등학교 (졸업) (79년)
- 한국방송통신대학교 국어국문학과 (졸업)

## 출연 작품

### 드라마
- 1979년 TBC 일일연속극 《마포나루》
- 1979년 TBC 주간연속극 《고독한 관계》
- 1979년 TBC 일일연속극 《이조여인 오백년사 - 원앙별곡》
- 1980년 TBC 광복절 특집긱 《그 땅의 사람들》
- 1980년 TBC 주간연속극 《아롱이 다롱이》
- 1980년 TBC 일일연속극 《달동네》
- 1980년 ~ 1981년 KBS1 저녁 일일연속극 《달동네》
- 1981년 MBC 주말연속극 《안녕하세요》 ... 둘째며느리 은희 역
- 1981년 MBC 아침 일일연속극 《포옹》
- 1981년 MBC 특별기획 드라마 《여인열전 - 장희빈》 ... 장희빈 역
- 1982년 MBC 특별기획 드라마 《여인열전 - 황진이》 ... 황진이 역
- 1982년 MBC 특별기획 드라마 《거부실록 - 이용익》
- 1983년 MBC 주말연속극 《저 별은 나의 별》 ... 몽실 역
- 1983년 MBC 주말연속극 《겨울 해바라기》
- 1984년 MBC 아침 일일연속극 《물보라》 ... 창희 역
- 1984년 MBC 특별기획 드라마 《조선왕조 오백년 - 설중매》 ... 장녹수 역
- 1984년 MBC 아침 일일연속극 《그리워》
- 1985년 MBC 주말연속극 《아무렴 그렇지, 그렇고 말고》 ... 옥섬 역
- 1987년 MBC 월화 특별기획 미니시리즈 《불새》 ... 현주 역
- 1988년 KBS2 주말연속극 《은혜의 땅》 ... 은혜 역
- 1989년 MBC 8부작 미니시리즈 《상처》 ... 하영 역
- 1990년 MBC 창사 29주년 특집 드라마 《에미》 ... 어머니 역
- 1991년 MBC 주말연속극 《고개숙인 남자》 ... 백정란 역
- 1992년 MBC 수목 특별기획 드라마 《여자의 방》 ... 나경선 역
- 1993년 SBS 설날특집극 《닭이 울어야 새벽이》
- 1993년 SBS 월화 특별기획 드라마 《댁의 남편은 어떠십니까》 ... 안정숙 역
- 1994년 SBS 드라마스페셜 《도깨비가 간다》 ... 민강지 역
- 1995년 ~ 1996년 SBS 아침 일일연속극 《엘레지》 ... 민지숙 역
- 1997년 SBS 드라마 스페셜 《달팽이》 ... 윤주 역
- 1998년 KBS2 월화 미니시리즈 《짝사랑》 ... 화련 / 영자 역
- 1999년 SBS 드라마 스페셜 《퀸》 ... 황춘복 역
- 1999년 MBC 주말연속극 《남의 속도 모르고》 ... 전남자 역
- 2002년 KBS2 미니시리즈 《고독》 ... 조경민 역
- 2005년 SBS 금요드라마 《사랑공감》 ... 강희수 역
- 2005년 KBS2 단막극 《드라마시티 - 유쾌한 유필만》 ... 은희 역
- 2006년 KBS2 수목드라마 《위대한 유산》 ... 고아라 역
- 2008년 MBC 창사47주년 특별기획드라마 《에덴의 동쪽》 ... 양춘희 역
- 2009년 SBS 대하드라마 《자명고》 ... 최리의 제2부인, 왕자실 역
- 2010년 KBS2 수목드라마 《신데렐라 언니》 ... 송강숙 역
- 2010년 SBS 주말극장 《웃어요, 엄마》 ... 조복희 역
- 2011년 SBS 월화드라마 《천일의 약속》 ... 오현아 역
- 2012년 KBS2 월화드라마 《사랑비》 ... 중년의 김윤희 역
- 2012년 JTBC 월화드라마 《우리가 결혼할 수 있을까》 ... 들자 역
- 2013년 KBS2 주말연속극 《최고다 이순신》 ... 송미령 역
- 2013년 MBC 수목미니시리즈 《미스코리아》 ... 마애리 역
- 2013년 MBC 일일연속극 《빛나는 로맨스》 ... 정순옥 역
- 2014년 KBS2 수목드라마 《아이언맨》 ... 윤여사 역
- 2014년 MBC 주말드라마 《장미빛 연인들》 ... 정시내 역
- 2016년 SBS 드라마스폐셜 《질투의 화신》 ... 계성숙 역
- 2017년 SBS 월화드라마 《사랑의 온도》 ... 온정선의 어머니 유영미 역
- 2017년 MBC 특별기획 주말드라마 《돈꽃》 ... 정말란 역
- 2018년 SBS 월화드라마 《기름진 멜로》 ... 진정혜 역
- 2018년 SBS 주말특별기획 《그녀로 말할 것 같으면》 ... 민자영 역
- 2022년 KBS2 월화드라마 《법대로 사랑하라》 ... 이연주 역
- 2022년 JTBC 토일드라마 《디 엠파이어 : 법의 제국》 ... 함광전 역
- 2023년 tvN 월화드라마 《패밀리》 ... 마연림/ 나비 역
- 2023년 MBN 토일드라마 《완벽한 결혼의 정석》 ... 차연화 역
- 2024년 tvN 토일드라마 《눈물의 여왕》 ... 모슬희 역
- 2025년 Disney+ 오리지널 드라마 《북극성》 … 임옥선 역

### 영화
- 1980년 《모모는 철부지》 ... 말자 역
- 1980년 《불새》 ... 은영 역
- 1981년 《가슴 깊게 화끈하게》 ... 도도해 역
- 1981년 《이 깊은 밤의 포옹》 ... 소매치기 여자 역
- 1981년 《이런 여자 없나요》 ... 윤수진 역
- 1982년 《내가 사랑했다》 ... 남미리 역
- 1982년 《야생마》 ... 루치아 역
- 1983년 《금지된 사랑》
- 1983년 《엑스》 ... 민수옥 역
- 1983년 《이상한 관계》 ... 미숙 역
- 1984년 《외박》 ... 윤 여사 역
- 1984년 《여자는 비처럼 남자를 적신다》 ... 문희 역
- 1984년 《밤이 무너질 때》 ... 신채원 역
- 1984년 《고래사냥》 ... 춘자 역
- 1984년 《그해 겨울은 따뜻했네》 ... 수인(오목) 역
- 1985년 《바람난 도시》 ... 세희 역
- 1985년 《그대 눈물이 마를때》 ... 미희 역
- 1985년 《뽕》 ... 안협 역
- 1985년 《졸업여행》 ... 미선 역
- 1986년 《겨울 나그네》 ... 다혜 역
- 1986년 《가을을 남기고 간 사랑》 ... 수련 역
- 1986년 《내시》 ... 김자옥 역
- 1987년 《거리의 악사》 ... 서하 역
- 1987년 《유정》 ... 부인 역
- 1987년 《두 여자의 집》 ... 오유경 역
- 1998년 《정사》 ... 서현 역
- 2000년 《단적비연수》 ... 수 역
- 2001년 《베사메무쵸》 ... 영희 역
- 2002년 《울랄라 씨스터즈》 ... 조은자 역
- 2003년 《스캔들: 조선남녀상열지사》 ... 조씨 부인 역
- 2003년 《...ing》 ... 김미숙 역
- 2008년 《뜨거운 것이 좋아》 ... 김영미 역
- 2009년 《여배우들》 ... 이미숙 역
- 2011년 《써니》 ... 과거사진 역(특별출연)
- 2013년 《배꼽》 ... 박혜경 역
- 2015년 《특종: 량첸살인기》 ... 백현숙 국장 역
- 2018년 《군산: 거위를 노래하다》 ... 치과원장 역(특별출연)
- 2024년 《설계자》 ... 재키 역

## 연기 외 기타 활동

### 예능
- 2002년 KBS2 《해피 투게더 - 쟁반 노래방》 게스트
- 2003년 KBS2 《슈퍼 TV 일요일은 즐거워 - MC대격돌 위험한 초대》 게스트
- 2009년 MBC 《무릎팍 도사》 게스트
- 2011년 SBS 《기적의 오디션》 심사위원
- 2011년 O'live 《이미숙의 배드씬》 MC
- 2011년 SBS 《힐링캠프, 기쁘지 아니한가》 게스트
- 2013년 JTBC 《미라클 코리아》 MC
- 2017년 KBS2 《하숙집 딸들》
- 2019년 MBN 《오늘도 배우다》

### 뮤직비디오
- 2002년 김수철 - 나도야 간다
- 2019년 홍자 - 어떻게 살아

### CF
- 1981년 아모레퍼시픽 부로아
- 1981~1983년 한국후지카 후지카 가스렌지
- 1983년 일양약품 노루모산
- 1983년 CJ헬스케어 유베라 100
- 1985년 드림파마 헤모푸렉스
- 1985년 유니레버 럭스
- 1985년 LG하우시스 모노륨
- 1987년 동서식품 포스트 토스티
- 1989년 아모레퍼시픽 청청
- 1991년 코리아나 화장품 아트피아 이브로셰
- 1996년 신성씨엔지 신성그린큐
- 1998년 동서식품 맥심
- 1999년 엔프라니 데이시스
- 1999년 오리온 오뜨
- 1999년 삼성중공업 쉐르빌
- 2000년 CJ푸드빌 뚜레쥬르
- 2004년 동부대우전자
- 2006년 한국화장품 산심
- 2009년 BC카드
- 2010년 삼성물산 래미안
- 2010년 화이자 센트룸
- 2010년 노비타 비데
- 2011년 스타릿

### 저서
- 2003년 《이미숙의 DIARY 일탈을 꿈꾸며》 (바로)

## 수상 및 후보
| 연도 | 시상식                          | 부문                               | 작품                     | 결과 |
| ---- | ------------------------------- | ---------------------------------- | ------------------------ | ---- |
| 1978 | 제3회 미스 롯데 선발대회        | 인기상                             | 빈칸                     | 수상 |
| 1979 | TBC 연기대상                    | 신인상                             | 마포나루                 | 수상 |
| 1981 | 제17회 백상예술대상             | 영화부문 여자 신인연기상           | 불새                     | 수상 |
| 1982 | MBC 방송연기상                  | TV부문 여자주연상                  | 여인열전 - 장희빈        | 수상 |
| 1984 | 제23회 대종상                   | 여우주연상                         | 그해 겨울은 따뜻했네     | 수상 |
| 1984 | 제5회 한국영화평론가협회상 1985 | 여우주연상                         | 그해 겨울은 따뜻했네     | 수상 |
| 1984 | 제21회 백상예술대상             | 영화부문 여자 최우수연기상         | 그해 겨울은 따뜻했네     | 수상 |
| 1986 | 제6회 한국영화평론가협회상      | 여우주연상                         | 뽕                       | 수상 |
| 1986 | 제31회 아시아태평양영화제       | 여우주연상                         | 뽕                       | 수상 |
| 1987 | 제26회 대종상                   | 심사위원특별상                     | 두 여자의 집             | 수상 |
| 1987 | 제32회 아시아태평양영화제       | 최우수주연상                       | 두 여자의 집             | 수상 |
| 1993 | SBS 스타상                      | 드라마부문 연기대상                | 댁의 남편은 어떠십니까   | 수상 |
| 1998 | 제34회 백상예술대상             | TV부문 인기상                      | 달팽이                   | 수상 |
| 1998 | 제34회 백상예술대상             | TV부문 여자 최우수연기상           | 달팽이                   | 후보 |
| 1998 | 제19회 청룡영화상               | 여우주연상                         | 정사                     | 후보 |
| 1999 | 제35회 백상예술대상             | 영화부문 여자 최우수연기상         | 정사                     | 후보 |
| 1999 | 제36회 대종상                   | 여우주연상                         | 정사                     | 후보 |
| 1999 | 제19회 한국영화평론가협회상     | 여우주연상                         | 정사                     | 수상 |
| 1999 | 제7회 이천춘사대상영화제        | 여우주연상                         | 정사                     | 수상 |
| 1999 | SBS 연기대상                    | 10대 스타상                        | 퀸                       | 수상 |
| 1999 | SBS 연기대상                    | 여자 최우수연기상                  | 퀸                       | 후보 |
| 2001 | 제37회 백상예술대상             | 영화부문 인기상                    | 단적비연수               | 수상 |
| 2002 | 제39회 대종상                   | 여우주연상                         | 베사메무쵸               | 후보 |
| 2003 | 제23회 한국영화평론가협회상     | 여우주연상                         | 스캔들: 조선남녀상열지사 | 수상 |
| 2003 | 제24회 청룡영화상               | 여우주연상                         | 스캔들: 조선남녀상열지사 | 후보 |
| 2004 | 제40회 백상예술대상             | 영화부문 여자 최우수연기상         | 스캔들: 조선남녀상열지사 | 후보 |
| 2004 | 제41회 대종상                   | 여우주연상                         | 스캔들: 조선남녀상열지사 | 후보 |
| 2008 | MBC 연기대상                    | 여자 최우수연기상                  | 에덴의 동쪽              | 수상 |
| 2010 | KBS 연기대상                    | 여자 최우수연기상                  | 신데렐라 언니            | 후보 |
| 2010 | SBS 연기대상                    | 연속극부문 여자 최우수연기상       | 웃어요, 엄마             | 후보 |
| 2011 | SBS 연기대상                    | 특별기획부문 여자 특별연기상       | 천일의 약속              | 수상 |
| 2013 | KBS 연기대상                    | 장편드라마부문 여자 우수연기상     | 최고다 이순신            | 수상 |
| 2013 | KBS 연기대상                    | 여자 최우수연기상                  | 최고다 이순신            | 후보 |
| 2014 | MBC 연기대상                    | 여자 황금연기상                    | 장미빛 연인들            | 수상 |
| 2016 | SBS 연기대상                    | 로맨틱코미디부문 여자 최우수연기상 | 질투의 화신              | 후보 |
| 2017 | MBC 연기대상                    | 주말극부문 여자 최우수연기상       | 돈꽃                     | 수상 |
| 2018 | 제11회 코리아 드라마 어워즈     | 연기대상                           | 돈꽃                     | 후보 |
| 2018 | SBS 연기대상                    | 월화드라마부문 여자 최우수연기상   | 기름진 멜로              | 후보 |
| 2024 | 제10회 에이판 스타 어워즈       | 미니시리즈부문 여자 우수연기상     | 눈물의 여왕              | 후보 |